# Regens (Linguistik)
Regens (von lat. regere ~ regieren) ist ein Ausdruck der Grammatik und bezeichnet im gängigsten und traditionellen Sinn eine Einheit, die einem anderen Satzteil Kasus zuweist. Für Einzelheiten zu dieser Lesart des Begriffs siehe den Artikel Rektion.
In einer hiervon teilweise abweichenden Verwendung speziell innerhalb der Dependenzgrammatik ist ein Regens ein herrschendes Element, von dem eine Dependenzbeziehung ausgeht, also von dem ein anderes Element als Dependens abhängt.